# Syndipnus hercynicus
Syndipnus hercynicus är en stekel som beskrevs av Heinrich Habermehl 1935.
Syndipnus hercynicus ingår i släktet Syndipnus och familjen brokparasitsteklar. Inga underarter finns listade i Catalogue of Life.